# Farmacorresistencia

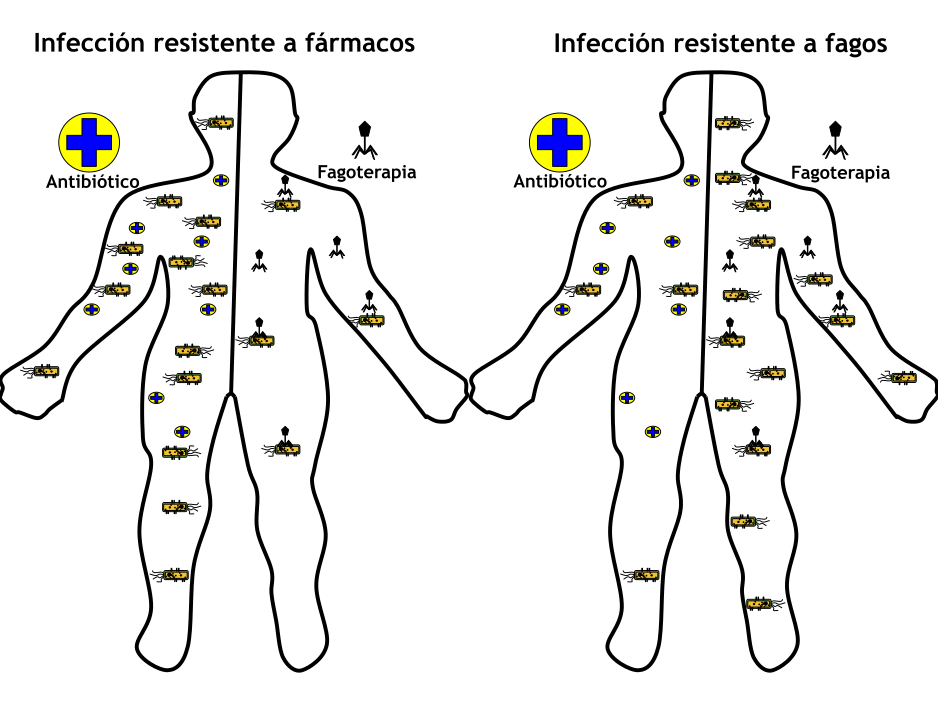
La fagoterapia es el uso de bacteriófagos para tratar infecciones bacterianas. Podría utilizarse como alternativa a los antibióticos cuando las bacterias desarrollen resistencia. Las superbacterias inmunes a múltiples tipos de fármacos se están convirtiendo en un problema con el uso cada vez más frecuente de antibióticos. Gracias a su especificidad, los fagos pueden atacar a estos microbios peligrosos sin dañar las células humanas. Cuando las bacterias desarrollan inmunidad a los fagos, por lo general tienen que renunciar a su resistencia a los antibióticos, dejando siempre un punto débil que nos permite tratar contra ellas.

La farmacorresistencia o resistencia a los medicamentos es la reducción de la efectividad de fármacos  como los antimicrobianos, antihelmínticos y antineoplásicos para el tratamiento de enfermedades, y se suele referir a la resistencia que los patógenos han «adquirido» mediante la evolución. La resistencia a los antibióticos y a los antineoplásicos dificulta la asistencia clínica y fuerza la investigación. Cuando un organismo es resistente a más de un fármaco, se denomina multirresistente. 
Cuando el medicamento no está diseñado para matar o inhibir a un patógeno, el término es equivalente a «tolerancia a los fármacos». Incluso el sistema inmunitario de un organismo es esencialmente un sistema de administración de medicamentos, aunque endógeno, y se enfrenta a los mismos problemas que uno externo. 
Ciertos antibióticos solo se dirigen contra moléculas bacterianas específicas (casi siempre proteínas), lo que facilita el desarrollo de resistencia a los antibióticos: al ser el medicamento tan específico, cualquier mutación de esas moléculas reduce o elimina su efecto destructivo, convirtiéndolas en resistentes a los antibióticos.
Las bacterias son capaces no solo de alterar la enzima a la que se dirige el antibiótico, sino también de utilizar las enzimas para modificar el propio antibiótico y de esta forma neutralizarlo. Dos ejemplos de estas bacterias son el staphylococcus aureus, resistente a la vancomicina, y los streptococos resistentes a los macrólidos. Entre los microbios que modifican los antibióticos se encuentran el Pseudomonas aeruginosa y el Acinetobacter baumannii, resistente al aminoglucósido.
La capacidad innata de los microbios para desarrollar resistencia a un ritmo superior al del desarrollo de nuevos fármacos, hace pensar que las estrategias actuales para crear terapias antimicrobianas viables a largo plazo están condenadas al fracaso. Sin estrategias alternativas, la adquisición de farmacorresistencia por los microorganismos patógenos representa, probablemente, la más significativa amenaza a la salud pública que enfrenta la humanidad en el siglo XXI.
La resistencia a los productos químicos es solo uno de los aspectos del problema. Otro es la resistencia a factores físicos como temperatura, presión, sonido, radiación y magnetismo.

## Introducción
La resistencia a fármacos, toxinas o productos químicos es consecuencia de la evolución, y responde a presiones impuestas a cualquier organismo vivo. Los organismos individuales tienen distinta sensibilidad a los fármacos utilizados, y algunos con fuerte aptitud pueden ser capaces de sobrevivir a tratamientos con medicamentos. Los rasgos farmacorresistentes se transmiten a la descendencia, dando como resultado poblaciones cada vez más resistentes a los fármacos. A menos que el medicamento utilizado haga imposible la reproducción sexual, la mitosis o la transferencia genética horizontal en toda la población, la resistencia al fármaco será inevitable, como puede verse en tumores cancerígenos, en los que algunas células pueden desarrollar resistencia a los compuestos utilizados en la quimioterapia. La quimioterapia causa que los fibroblastos cercanos a los tumores produzcan grandes cantidades de la proteína WNT16B, que estimula el crecimiento de células cancerígenas farmacorresistentes.
En 2002, la malaria resurgió en el Sudeste Asiático y África Subsahariana, y ciertas cepas de Plasmodium falciparum están provocando grandes problemas a las autoridades sanitarias. La lepra está experimentando una creciente resistencia a la dapsona.
Entre los organismos unicelulares existe un rápido proceso de intercambio de resistencia denominado transferencia genética horizontal, por la que se comparten los genes directamente, sobre todo en estado de biopelícula. Los hongos utilizan un método asexual similar denominado parasexualidad. Se encuentran ejemplos de cepas farmacorresistentes en microorganismos como bacterias y virus, endoparásitos y ectoparásitos, plantas, hongos, artrópodos, mamíferos, aves, reptiles, peces y anfibios.
En el entorno doméstico, pueden aparecer cepas farmacorresistentes de organismos a causa de actividades aparentemente inofensivas, como el uso de lejía, dentífrico y enjuagues bucales, antibióticos, desinfectantes y detergentes, champús y jabones, sobre todo si son antibacterianos, desodorantes, protectores solares, productos cosméticos e insecticidas. Los productos químicos que contienen estas preparaciones, además de dañar a organismos benéficos, pueden afectar —de forma intencionada o involuntaria— a organismos que tienen la capacidad de desarrollar resistencia.

## Mecanismos
Para adquirir resistencia a los antimicrobianos, los microorganismos recurren principalmente a cuatro mecanismos:
1. Inactivación o modificación de fármacos: por ejemplo, la desactivación enzimática de la bencilpenicilina en algunas bacterias resistentes por medio de la producción de betalactamasas.
2. La alteración del elemento de destino: por ejemplo, de las proteínas de unión a penicilina (PBP) en el Staphylococcus aureus y otras bacterias resistentes a la penicilina.
3. Alteración de la vía metabólica: por ejemplo, algunas bacterias resistentes a las sulfamidas no necesitan ácido 4-aminobenzoico, precursor esencial para la síntesis del ácido fólico y los ácidos nucleicos de las bacterias, que queda inhibido por las sulfamidas. En su lugar, estas bacterias resistentes recurren al ácido fólico preformado, como las células de los mamíferos.
4. Reducción de la acumulación del fármaco, disminuyendo la permeabilidad del compuesto o incrementando activamente el flujo de salida de estos compuestos a través de la superficie celular.[21]

## Coste biológico
El coste biológico o precio metabólico es el incremento de energía metabólica necesario para realizar una función.
La resistencia a los fármacos tiene un alto precio metabólico en los patógenos en los que este concepto es relevante (bacterias, endoparasitos y células tumorales). En los virus, un «coste» equivalente es la complejidad del genoma.

## Tratamiento
En ocasiones, las posibilidades de que aparezca farmacorresistencia pueden reducirse utilizando varios fármacos simultáneamente. Esto funciona porque las mutaciones individuales son independientes y afectan a un solo fármaco: si los patógenos son sensibles a los otros fármacos, las mutaciones no perduran. Este sistema se ha utilizado con éxito en la tuberculosis.  El mayor problema lo representa la posibilidad de que se produzca una resistencia cruzada, es decir, una mutación que confiera resistencia a dos o más tratamientos.
En el caso de la resistencia a los antibióticos, que actualmente representa un problema muy extendido, se utilizan fármacos diseñados para bloquear los mecanismos de dicha resistencia. En ocasiones se usa de forma sinérgica una combinación de distintas clases de antibióticos que actúan en conjunto para combatir efectivamente a las bacterias que pudieran ser resistentes a los antibióticos de manera individual.
Otro método que puede utilizarse para la destrucción de las bacterias resistentes es la fagoterapia: se utiliza un bacteriófago específico para acabar con un tipo concreto de bacterias.